# Octopoteuthidae
Els Octopoteuthidae són una família de calamars de l'ordre Oegopsida, que comprèn dos gèneres. La família es caracteritza per tenir tentacles que deixen de créixer després de l'etapa para-larvària, i l'ús d'un penis, en lloc d'un hectocòtil.

## Espècies
- Gènere Octopoteuthis
  - Octopoteuthis danae
  - Octopoteuthis deletron
  - Octopoteuthis indica *
  - Octopoteuthis longiptera
  - Octopoteuthis megaptera
  - Octopoteuthis nielseni
  - Octopoteuthis rugosa
  - Octopoteuthis sicula, calamar de pop de Ruppell
- Gènere Taningia
  - Taningia danae, calamar de pop Dana
  - Taningia fimbria
  - Taningia persica *

Les espècies indicades amb un asterisc (*) són qüestionables i necessiten més estudis per a determinar si són una espècie vàlida o un sinònim.